# Hoa hậu Quốc tế 2011
Hoa hậu Quốc tế 2011 là cuộc thi Hoa hậu Quốc tế lần thứ 51, được tổ chức vào ngày 6 tháng 11 năm 2011 tại Nhà hát opera Tứ Xuyên, Thành Đô, Trung Quốc. Elizabeth Mosquera, Hoa hậu Quốc tế 2010 đến từ Venezuela đã đội vương miện cho người kế vị cô là María Fernanda Cornejo đến từ Ecuador trong đêm chung kết. Năm nay là một năm đại thắng của Ecuador khi Olga Álava vừa mang về cho quốc gia này thêm ngôi vị Hoa hậu Trái Đất 2011 vào ngày 3 tháng 12.

## Kết quả

### Xếp hạng
| Kết quả              | Thí sinh |
| -------------------- | --- |
| Hoa hậu Quốc tế 2011 | - Ecuador – Fernanda Cornejo |
| Á hậu 1              | - Venezuela – Jessica Barboza |
| Á hậu 2              | - Mông Cổ – Tugsuu Idersaikhan |
| Á hậu 3              | - Puerto Rico – Desiree Del Rio |
| Á hậu 4              | - Panama – Keity Drennan |
| Top 15               | - Brazil – Gabriella Marcelino - Latvia – Lelde Paulsone - Liban – Maria Farah - Hà Lan – Talitha Hertsenberg - Philippines – Dianne Necio - Nga – Elena Chepilchenko - Thụy Điển – Denice Andrée - Thái Lan – Kantapat Peerdachainarin - Trinidad và Tobago – Renee Bhagwandeen - Việt Nam – Trương Tri Trúc Diễm |

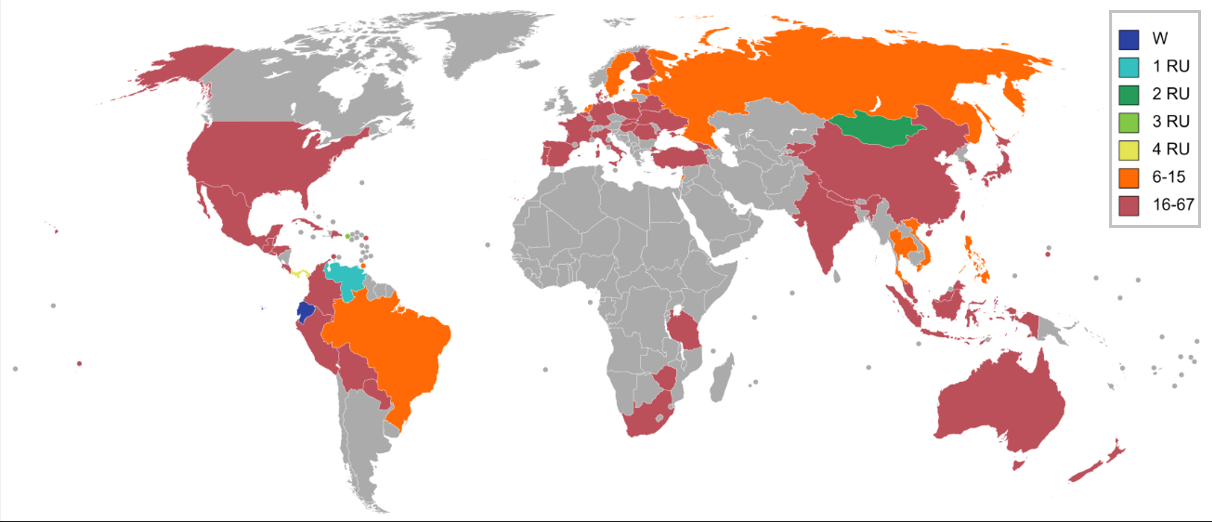
Các quốc gia và vùng lãnh thổ tham gia Hoa hậu Quốc tế 2011 và kết quả.

### Các giải thưởng đặc biệt
| Giải thưởng                 | Thí sinh                                            |
| --------------------------- | --------------------------------------------------- |
| Hoa hậu Thân thiện          | - Hawaii – Shanna Nakamura - Mexico – Karen Higuera |
| Hoa hậu Ảnh                 | - Venezuela – Jessica Barboza                       |
| Trang phục dân tộc đẹp nhất | - Thái Lan – Kantapat Peerdachainarin               |
| Hoa hậu Tài năng            | - Trung Quốc – Baixue Yuting                        |
| Miss Internet Popularity    | - Philippines – Dianne Necio                        |
| Miss Goodwill Ambassador    | - Aruba – Vivian Chow                               |
| Miss Panda Angel            | - Latvia – Lelde Paulsone                           |
| Miss Active                 | - Puerto Rico – Desiree Del Rio                     |
| Miss Expressive             | - Zimbabwe – Lisa Morgan                            |
| Hoa hậu Thanh lịch          | - Nga – Elena Chepilchenko                          |
| Miss Beauty                 | - Ecuador – Fernanda Cornejo                        |
| Miss Stature                | - Ecuador – Fernanda Cornejo                        |

## Thí sinh tham gia
Cuộc thi năm nay có tổng cộng 67 thí sinh tham gia
| Quốc gia/Vùng lãnh thổ | Thí sinh                  | Tuổi | Chiều cao               | Quê hương              |
| ---------------------- | ------------------------- | ---- | ----------------------- | ---------------------- |
| Aruba                  | Vivian Chow               | 19   | 1,73 m (5 ft 8 in)      | Oranjestad             |
| Úc                     | Brooke Nash               | 20   | 1,72 m (5 ft 7+1⁄2 in)  | Mackay                 |
| Belarus                | Ulyana Volokhovskaya      | 18   | 1,81 m (5 ft 11+1⁄2 in) | Minsk                  |
| Bỉ                     | Kristina De Munter        | 24   | 1,73 m (5 ft 8 in)      | Caracas                |
| Belize                 | Annlyn Apolonio           | 21   | 1,72 m (5 ft 7+1⁄2 in)  | Thành phố Belize       |
| Bolivia                | Daniela Núñez del Prado   | 20   | 1,75 m (5 ft 9 in)      | Santa Cruz             |
| Brazil                 | Gabriella Marcelino       | 21   | 1,82 m (5 ft 11+1⁄2 in) | Simões Filho           |
| Trung Quốc             | Baixue Yuting             | 20   | 1,72 m (5 ft 7+1⁄2 in)  | Trịnh Châu             |
| Trung Hoa Đài Bắc      | Ying Kuei Li              | 20   | 1,77 m (5 ft 9+1⁄2 in)  | Đài Bắc                |
| Colombia               | Natalia Valenzuela        | 22   | 1,78 m (5 ft 10 in)     | Neiva                  |
| Costa Rica             | Amalia Matamoros          | 22   | 1,75 m (5 ft 9 in)      | Naranjo                |
| Cuba                   | Elizabeth Robaina         | 23   | 1,58 m (5 ft 2 in)      | McAllen                |
| Đan Mạch               | Monica Kristensen         | 20   | 1,77 m (5 ft 9+1⁄2 in)  | Vejen                  |
| Cộng hòa Dominica      | Catherine Ramírez         | 25   | 1,83 m (6 ft 0 in)      | Santiago               |
| Ecuador                | María Fernanda Cornejo    | 22   | 1,78 m (5 ft 10 in)     | Quito                  |
| El Salvador            | Marcela Santamaría        | 19   | 1,72 m (5 ft 7+1⁄2 in)  | San Salvador           |
| Estonia                | Sandra Daškova            | 19   | 1,75 m (5 ft 9 in)      | Tallinn                |
| Phần Lan               | Niina-Maria Lavonen       | 22   | 1,75 m (5 ft 9 in)      | Pori                   |
| Pháp                   | Laura Maurey              | 22   | 1,74 m (5 ft 8+1⁄2 in)  | Bagnoles-de-l'Orne     |
| Georgia                | Ellen Sikorskaia          | 19   | 1,77 m (5 ft 9+1⁄2 in)  | Tbilisi                |
| Đức                    | Sandra Kaczmarczyk        | 22   | 1,71 m (5 ft 7+1⁄2 in)  | Berlin                 |
| Guadeloupe             | Daena Hatilip             | 25   | 1,73 m (5 ft 8 in)      | Saint-Claude           |
| Guam                   | Katarina Martinez         | 20   | 1,77 m (5 ft 9+1⁄2 in)  | Barrigada Heights      |
| Guatemala              | Karen Remón               | 21   | 1,78 m (5 ft 10 in)     | Thành phố Guatemala    |
| Hawaii                 | Shanna Nakamura           | 24   | 1,55 m (5 ft 1 in)      | Honolulu               |
| Honduras               | Esthefany Pineda          | 18   | 1,70 m (5 ft 7 in)      | Tela                   |
| Hồng Kông              | Hứa Chỉ Huỳnh             | 22   | 1,64 m (5 ft 4+1⁄2 in)  | Phúc Kiến              |
| Hungary                | Nora Viragh               | 20   | 1,68 m (5 ft 6 in)      | Mátészalka             |
| Ấn Độ                  | Ankita Shorey             | 25   | 1,73 m (5 ft 8 in)      | Mumbai                 |
| Indonesia              | Reisa Kartikasari         | 25   | 1,73 m (5 ft 8 in)      | Yogyakarta             |
| Ý                      | Anthea Lucà               | 19   | 1,80 m (5 ft 11 in)     | Bazzano                |
| Nhật Bản               | Nagomi Murayama           | 23   | 1,67 m (5 ft 5+1⁄2 in)  | Kanagawa               |
| Hàn Quốc               | Kim Hye-Sun               | 25   | 1,76 m (5 ft 9+1⁄2 in)  | Seoul                  |
| Kyrgyzstan             | Asel Samakova             | 18   | 1,77 m (5 ft 9+1⁄2 in)  | Bishkek                |
| Latvia                 | Lelde Paulsone            | 22   | 1,72 m (5 ft 7+1⁄2 in)  | Riga                   |
| Liban                  | Maria Farah               | 22   | 1,77 m (5 ft 9+1⁄2 in)  | Windsor                |
| Ma Cao                 | Winnie Sin                | 24   | 1,68 m (5 ft 6 in)      | Ma Cao                 |
| Malaysia               | Phong Sze Ling            | 21   | 1,70 m (5 ft 7 in)      | Perak                  |
| Mexico                 | Karen Higuera             | 20   | 1,82 m (5 ft 11+1⁄2 in) | La Paz                 |
| Mông Cổ                | Tugsuu Idersaikhan        | 19   | 1,81 m (5 ft 11+1⁄2 in) | Ulaanbaatar            |
| Nepal                  | Sarina Maskey             | 24   | 1,70 m (5 ft 7 in)      | Narayangad             |
| Hà Lan                 | Talitha Hertsenberg       | 19   | 1,81 m (5 ft 11+1⁄2 in) | Amsterdam              |
| New Zealand            | Claire Kirby              | 24   | 1,75 m (5 ft 9 in)      | Palmerston North       |
| Panama                 | Keity Mendieta Britton    | 21   | 1,75 m (5 ft 9 in)      | Thành phố Panama       |
| Paraguay               | Stephanie Vázquez         | 19   | 1,77 m (5 ft 9+1⁄2 in)  | Asunción               |
| Perú                   | María Alejandra Chávez    | 18   | 1,75 m (5 ft 9 in)      | Lima                   |
| Philippines            | Dianne Necio              | 19   | 1,68 m (5 ft 6 in)      | Polangui               |
| Ba Lan                 | Adrianna Wojciechowska    | 25   | 1,79 m (5 ft 10+1⁄2 in) | Gostynin               |
| Bồ Đào Nha             | Patrícia Da Silva         | 21   | 1,77 m (5 ft 9+1⁄2 in)  | Zürich                 |
| Puerto Rico            | Desireé Del Río           | 25   | 1,75 m (5 ft 9 in)      | Bayamón                |
| Romania                | Andrada Vilciu            | 25   | 1,75 m (5 ft 9 in)      | Bucharest              |
| Nga                    | Elena Chepilchenko        | 20   | 1,75 m (5 ft 9 in)      | St. Petersburg         |
| Singapore              | Stella Kae Sze Yun        | 22   | 1,68 m (5 ft 6 in)      | Singapore              |
| Slovakia               | Dušana Lukáčová           | 20   | 1,70 m (5 ft 7 in)      | Veľký Šariš            |
| Nam Phi                | Natasha Kashimoto         | 20   | 1,75 m (5 ft 9 in)      | Benoni                 |
| Tây Ban Nha            | Sarah Lopez Bujia         | 23   | 1,80 m (5 ft 11 in)     | Santiago de Compostela |
| Thụy Điển              | Denice Andrée             | 23   | 1,78 m (5 ft 10 in)     | Stockholm              |
| Tahiti                 | Hitiana Monnier           | 23   | 1,76 m (5 ft 9+1⁄2 in)  | Papeete                |
| Tanzania               | Nelly Kamwelu             | 19   | 1,74 m (5 ft 8+1⁄2 in)  | Dar Es Salaam          |
| Thái Lan               | Kantapat Peeradachainarin | 25   | 1,75 m (5 ft 9 in)      | Ratchaburi             |
| Trinidad và Tobago     | Renee Bhagwandeen         | 23   | 1,76 m (5 ft 9+1⁄2 in)  | San Fernando           |
| Thổ Nhĩ Kỳ             | Elif Korkmaz              | 21   | 1,78 m (5 ft 10 in)     | Izmir                  |
| Ukraine                | Oleksandra Kyrsha         | 23   | 1,75 m (5 ft 9 in)      | Kiev                   |
| Hoa Kỳ                 | Kristen Little            | 23   | 1,70 m (5 ft 7 in)      | Albuquerque            |
| Venezuela              | Jessica Barboza           | 24   | 1,79 m (5 ft 10+1⁄2 in) | Maracaibo              |
| Việt Nam               | Trương Tri Trúc Diễm      | 24   | 1,72 m (5 ft 7+1⁄2 in)  | Thành phố Hồ Chí Minh  |
| Zimbabwe               | Lisa Morgan               | 21   | 1,75 m (5 ft 9 in)      | Harare                 |

## Chú ý

### Lần đầu tham gia
- Belize
- Estonia
- Zimbabwe

### Trở lại
| - Lần cuối tham gia vào năm 1971: - Trinidad và Tobago - Lần cuối tham gia vào năm 2000: - Bồ Đào Nha - Lần cuối tham gia vào năm 2004: - Hungary | - Lần cuối tham gia vào năm 2009: - Cuba - El Salvador - Honduras - Kyrgyzstan - Romania - Tanzania |

### Bỏ cuộc
| - Bahamas - Canada - Chile - Cộng hòa Séc - Hy Lạp | - Jamaica - Kenya - Lithuania - Martinique - Mauritius | - Nicaragua - Na Uy - Serbia - Sri Lanka - Anh Quốc |

## Tham dự cuộc thi khác
Những thí sinh trước đây đã dự thi trong các cuộc thi sắc đẹp quốc tế khác hoặc dự định sẽ thi:
| Hoa hậu Hoàn vũ 2011 - Tanzania - Nelly Kamwelu Hoa hậu Quốc tế Nam Phi 2011 - Tanzania - Nelly Kamwelu - Hoa hậu Reina Hispanoamericana 2010 - El Salvador: Marcela Santamaría Hoa hậu Mỹ Latin 2010 - Brazil: Vanessa Gabriella Marcelino Rocha - Á hậu 3 Hoa hậu Trái Đất 2009 - Venezuela: Jessica Barboza - Á hậu 2 Hoa hậu Hữu nghị Quốc tế 2009 - Mông Cổ: Tugsuu Idersaikhan - Á hậu 1 - Thái Lan: Kantapat Peeradachainarin - Hoa hậu | Reina Hispanoamericana 2009 - Costa Rica - Amalia Matamoros Miss Continente Americano 2009 - Costa Rica - Amalia Matamoros Hoa hậu Thế giới 2008 - Costa Rica - Amalia Matamoros Miss Tourism Queen International 2008 - Costa Rica - Amalia Matamoros Hoa hậu Mỹ Latin 2008 - Costa Rica - Amalia Matamoros - Top 12 Hoa hậu Trái Đất 2007 - New Zealand: Claire Kirby - Việt Nam - Trương Tri Trúc Diễm - Hoa hậu Thời trang Hoa hậu Trái Đất 2014 - Mông Cổ: Tugsuu Idersaikhan - Top 8 |